# Le Ménil-Scelleur
Le Ménil-Scelleur és un municipi francès situat al departament de l'Orne i a la regió de Normandia. L'any 2007 tenia 112 habitants.

## Demografia

### Població
El 2007 la població de fet de Le Ménil-Scelleur era de 112 persones. Hi havia 48 famílies de les quals 16 eren unipersonals (12 homes vivint sols i 4 dones vivint soles), 8 parelles sense fills i 24 parelles amb fills.
La població ha evolucionat segons el següent gràfic:
Habitants censats

### Habitatges
El 2007 hi havia 62 habitatges, 45 eren l'habitatge principal de la família, 12 eren segones residències i 5 estaven desocupats. Tots els 62 habitatges eren cases. Dels 45 habitatges principals, 27 estaven ocupats pels seus propietaris, 17 estaven llogats i ocupats pels llogaters i 1 estava cedit a títol gratuït; 1 tenia una cambra, 3 en tenien dues, 11 en tenien tres, 9 en tenien quatre i 21 en tenien cinc o més. 30 habitatges disposaven pel capbaix d'una plaça de pàrquing. A 18 habitatges hi havia un automòbil i a 22 n'hi havia dos o més.

### Piràmide de població
La piràmide de població per edats i sexe el 2009 era:
| Homes | Edats   | Dones |
| ----- | ------- | ----- |
| 0     | 95 o +  | 0     |
| 0     | 90 a 94 | 0     |
| 0     | 85 a 89 | 4     |
| 0     | 80 a 84 | 0     |
| 0     | 75 a 79 | 4     |
| 4     | 70 a 74 | 4     |
| 4     | 65 a 69 | 8     |
| 0     | 60 a 64 | 0     |
| 4     | 55 a 59 | 0     |
| 0     | 50 a 54 | 8     |
| 4     | 45 a 49 | 4     |
| 8     | 40 a 44 | 0     |
| 4     | 35 a 39 | 8     |
| 0     | 30 a 34 | 0     |
| 0     | 25 a 29 | 0     |
| 0     | 20 a 24 | 4     |
| 12    | 15 a 19 | 8     |
| 12    | 10 a 14 | 0     |
| 4     | 5 a 9   | 0     |
| 8     | 0 a 4   | 0     |

## Economia
El 2007 la població en edat de treballar era de 68 persones, 54 eren actives i 14 eren inactives. De les 54 persones actives 50 estaven ocupades (28 homes i 22 dones) i 4 estaven aturades (3 homes i 1 dona). De les 14 persones inactives 4 estaven jubilades, 5 estaven estudiant i 5 estaven classificades com a «altres inactius».
Activitats econòmiques
Dels 5 establiments que hi havia el 2007, 2 eren d'empreses de construcció, 1 d'una empresa immobiliària, 1 d'una empresa de serveis i 1 d'una empresa classificada com a «altres activitats de serveis».
Dels 2 establiments de servei als particulars que hi havia el 2009, 1 era un guixaire pintor i 1 perruqueria.
L'any 2000 a Le Ménil-Scelleur hi havia 10 explotacions agrícoles.

## Poblacions més properes
El següent diagrama mostra les poblacions més properes.